# Veszprémi kistérség

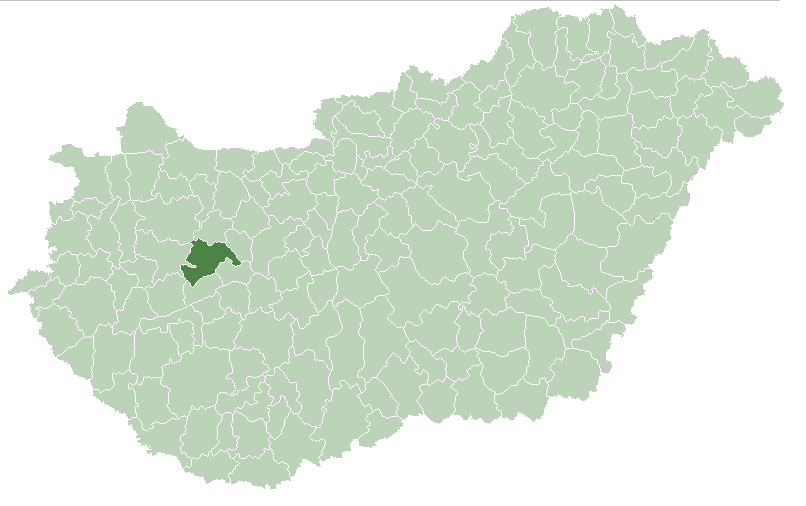
A Veszprémi kistérség

A Veszprémi kistérség egy kistérség volt Veszprém megyében, központja Veszprém volt. 2014-ben az összes többi kistérséggel együtt megszűnt.

## Települései
| Bánd       | Barnag            | Hajmáskér     | Hárskút   | Herend      |
| Hidegkút   | Királyszentistván | Márkó         | Mencshely | Nagyvázsony |
| Nemesvámos | Papkeszi          | Pula          | Sóly      | Szentgál    |
| Tótvázsony | Veszprém          | Veszprémfajsz | Vilonya   | Vöröstó     |